# Conor White
Pour les articles homonymes, voir White.
Conor White, né le 19 octobre 1999 à Hamilton, est un coureur cycliste bermudien.

## Palmarès et résultats

### Palmarès par année
- 2017
  -  Champion des Bermudes du critérium juniors
  - 3e du championnat des Bermudes sur route juniors
  - 3e du championnat des Bermudes du contre-la-montre juniors
- 2018
  -  Champion des Bermudes du contre-la-montre
  -  Médaillé d'argent du championnat de la Caraïbe du contre-la-montre espoirs
  - 3e du championnat des Bermudes sur route
- 2019
  - 2e du championnat des Bermudes du contre-la-montre
  - 2e du championnat des Bermudes sur route
  - 2e du championnat des Bermudes du critérium
- 2020
  - 2e du championnat des Bermudes du contre-la-montre
  - 3e du championnat des Bermudes sur route
- 2021
  -  Champion de la Caraïbe du contre-la-montre espoirs
  - 2e du championnat des Bermudes du contre-la-montre
  - 2e du championnat des Bermudes sur route
- 2022
  -  Champion des Bermudes sur route
  -  Champion des Bermudes du contre-la-montre
  - 2e du championnat des Bermudes du critérium
  - 3e du Snake Alley Criterium
- 2023
  -  Champion de la Caraïbe du contre-la-montre
  - Valley of the Sun Stage Race :
    - Classement général
    - 2e étape

  - 2e du championnat des Bermudes du contre-la-montre
  - 2e du championnat des Bermudes sur route
  -  Médaillé d'argent du contre-la-montre aux Jeux d'Amérique centrale et des Caraïbes
  -  Médaillé de bronze du contre-la-montre aux Jeux panaméricains
  - 5e du championnat panaméricain du contre-la-montre
- 2024
  -  Champion de la Caraïbe du contre-la-montre
  - 2e du championnat des Bermudes du contre-la-montre
  - 2e du championnat des Bermudes sur route
  - 5e du championnat panaméricain du contre-la-montre
- 2025
  -  Champion des Bermudes sur route
  - Klassika d'Olot
  - 2e du championnat des Bermudes du contre-la-montre

### Classements mondiaux
| Année                                 | 2018  | 2019  | 2020  | 2021 | 2022 | 2023 | 2024 |
| ------------------------------------- | ----- | ----- | ----- | ---- | ---- | ---- | ---- |
| Classement mondial                    | 1302e | 1265e | 1217e | 589e | nc   | 444e | 613e |
| UCI America Tour                      | 117e  | 179e  | 100e  | 59e  | nc   | 45e  | 61e  |
|                                       |       |       |       |      |      |      |      |
| Légende : nc = non classéSource : UCI |       |       |       |      |      |      |      |